# Устинов, Степан Григорьевич
Степан Григорьевич Устинов (1911—1943) — красноармеец Рабоче-крестьянской Красной Армии, участник Великой Отечественной войны, Герой Советского Союза (1943).

## Биография
Родился 14 января 1911 года в селе Голубковское (ныне — Алапаевский район Свердловской области).
После окончания пяти классов школы и школы фабрично-заводского ученичества работал на металлургическом заводе в Нижней Салде.
В 1942 году Устинов был призван на службу в Рабоче-крестьянскую Красную Армию. С августа 1943 года — на фронтах Великой Отечественной войны, был разведчиком 205-го гвардейского стрелкового полка 70-й гвардейской стрелковой дивизии 13-й армии Центрального фронта.
Отличился во время битвы за Днепр. 20 сентября 1943 года Устинов одним из первых переправился через Днепр в районе села Домантово Чернобыльского района Киевской области Украинской ССР и принял активное участие в боях за захват и удержание плацдарма на его западном берегу, лично провёл разведку вражеской обороны и огневой системы. 24 сентября 1943 года Устинов погиб в бою. Похоронен в Домантово.
Указом Президиума Верховного Совета СССР от 16 октября 1943 года гвардии красноармеец Степан Устинов посмертно был удостоен высокого звания Героя Советского Союза. Также посмертно был награждён орденом Ленина.

## Память
В честь Устинова названа улица в Алапаевске и Верхней Салде. В мае 2015 имя Героя присвоено Голубковской средней школе Алапаевского района Свердловской области. В 2015 году его имя было увековечено на отдельном гранитном пилоне Аллеи Героев в Сквере Победы в Биробиджане.